# Vuelta al Ecuador 2019
La 36.ª edición de la Vuelta al Ecuador se celebró entre el 18 y el 23 de noviembre de 2019 con inicio y final en la ciudad de Quito en Ecuador. El recorrido constó de un total de 8 etapas sobre una distancia total de 582 km. Fue ganada por el ciclista ecuatoriano Jorge Luis Montenegro del equipo Tims-Eagle Bikes. El podio lo completaron, en segundo lugar el también ecuatoriano Segundo Navarrete del Tims-Eagle Bikes y en tercer lugar el colombiano Rubén Urbano del Saitel Team.
Inicialmente la carrera obtuvo la autorización para ser de categoría UCI 2.2; sin embargo, dadas las manifestaciones en Ecuador de 2019, los organizadores decidieron suspender la prueba, perdiendo así el aval de la UCI. Finalmente, se decidió retomar la competencia como parte del calendario de la Federación Ecuatoriana de Ciclismo para 2019.

## Equipos participantes
Tomaron la partida un total de 11 equipos, de los cuales 1 fue de categoría Continental y 10 equipos regionales y de clubes.
El pelotón inicial fue de 66 ciclistas de los cuales finalizaron 60. Los equipos participantes fueron:
| Equipo continental- Movistar Team Ecuador Equipo ciclista aficionado- Team Best PC Equipos regionales y de clubes (8)- Cooperativa Policia Nacional - Tims-Eagles Bikes - Pro rider-Club de ciclismo Cayambe - Super Bota Velo Black Coartel Nariño - Avena Polaca - GAD Montúfar - Coraje Carchense - Toscana Juan Rosero Unknown team category- Team Saitel |
| |

## Recorrido
| Etapa     | Fecha     | Recorrido                                           | type                    | Distancia (km) | Ganador               | Líder                 |
| --------- | --------- | --------------------------------------------------- | ----------------------- | -------------- | --------------------- | --------------------- |
| 1.ª etapa | 18 de nov | San Francisco de Quito – San Francisco de Quito     | contrarreloj individual | 1              | Sebastián Novoa       | Sebastián Novoa       |
| 2.ª etapa | 19 de nov | San Francisco de Quito – San Pedro de Cayambe       | etapa escarpada         | 56             | Jorge Luis Montenegro | Jorge Luis Montenegro |
| 3.ª etapa | 19 de nov | Santa Marta de Atuntaqui – Santa Marta de Atuntaqui | etapa llana             | 40             | Segundo Navarrete     | Jorge Luis Montenegro |
| 4.ª etapa | 20 de nov | Santa Marta de Atuntaqui – Tulcán                   | etapa de montaña        | 150            | Richard Huera         | Jorge Luis Montenegro |
| 5.ª etapa | 21 de nov | San Gabriel – San Gabriel                           | etapa escarpada         | 50             | Cristian Tobar        | Jorge Luis Montenegro |
| 6.ª etapa | 21 de nov | San Gabriel – El Ángel                              | etapa escarpada         | 58             | Rommel Caza           | Jorge Luis Montenegro |
| 7.ª etapa | 22 de nov | Cantón Sucumbíos – Santa Marta de Atuntaqui         | etapa de montaña        | 147            | Byron Guamá           | Jorge Luis Montenegro |
| 8.ª etapa | 23 de nov | San Francisco de Quito – San Francisco de Quito     | etapa llana             | 80             | Richard Huera         | Jorge Luis Montenegro |

## Clasificaciones finales
Las clasificaciones finalizaron de la siguiente forma:

### Clasificación general
| \| Clasificación general \| Clasificación general \| Clasificación general \| Clasificación general \| Clasificación general \| \| Ciclista \| Ciclista \| Equipo \| Tiempo \| \| \| --------------------- \| --------------------- \| --------------------- \| --------------------- \| --------------------- \| \| 1.º \| Jorge Luis Montenegro \| Tims-Eagles Bikes \| 16 h 30 min 26 s \| \| \| 2.º \| Segundo Navarrete \| Tims-Eagles Bikes \| + 55 s \| \| \| 3.º \| Ruben Urbano \| Team Saitel \| + 1 min 02 s \| \| \| 4.º \| Byron Guamá \| Movistar Team Ecuador \| + 1 min 02 s \| \| \| 5.º \| David Villarreal \| Coraje Carchense \| + 1 min 03 s \| \| \| 6.º \| Anderson Paredes \| Movistar Team Ecuador \| + 1 min 55 s \| \| \| 7.º \| Richard Huera \| Team Saitel \| + 3 min 13 s \| \| \| 8.º \| Royner Navarro \| Team Best PC \| + 7 min 52 s \| \| \| 9.º \| Edson Calderón \| Avena Polaca \| + 11 min 49 s \| \| \| 10.º \| Henry Velasco \| GAD Montúfar \| + 12 min 35 s \| \| |                       |                       |                  |
| |                       |                       |                  |
| |                       |                       |                  |
| Clasificación general |                       |                       |                  |
| Ciclista | Ciclista              | Equipo                | Tiempo           |
| 1.º | Jorge Luis Montenegro | Tims-Eagles Bikes     | 16 h 30 min 26 s |
| 2.º | Segundo Navarrete     | Tims-Eagles Bikes     | + 55 s           |
| 3.º | Ruben Urbano          | Team Saitel           | + 1 min 02 s     |
| 4.º | Byron Guamá           | Movistar Team Ecuador | + 1 min 02 s     |
| 5.º | David Villarreal      | Coraje Carchense      | + 1 min 03 s     |
| 6.º | Anderson Paredes      | Movistar Team Ecuador | + 1 min 55 s     |
| 7.º | Richard Huera         | Team Saitel           | + 3 min 13 s     |
| 8.º | Royner Navarro        | Team Best PC          | + 7 min 52 s     |
| 9.º | Edson Calderón        | Avena Polaca          | + 11 min 49 s    |
| 10.º | Henry Velasco         | GAD Montúfar          | + 12 min 35 s    |

### Clasificación de la montaña
| Clasificación de la montaña | Clasificación de la montaña | Clasificación de la montaña | Clasificación de la montaña | Clasificación de la montaña |
| Ciclista                    | Ciclista                    | Equipo                      | Puntos                      |                             |
| --------------------------- | --------------------------- | --------------------------- | --------------------------- | --------------------------- |
| 1.º                         | Jorge Luis Montenegro       | Tims-Eagles Bikes           | 44 pts                      |                             |
| 2.º                         | Richard Huera               | Team Saitel                 | 39 pts                      |                             |
| 3.º                         | Byron Guamá                 | Movistar Team Ecuador       | 38 pts                      |                             |

### Clasificación de las metas volantes
| Clasificación de las metas volantes | Clasificación de las metas volantes | Clasificación de las metas volantes | Clasificación de las metas volantes | Clasificación de las metas volantes |
| Ciclista                            | Ciclista                            | Equipo                              | Puntos                              |                                     |
| ----------------------------------- | ----------------------------------- | ----------------------------------- | ----------------------------------- | ----------------------------------- |
| 1.º                                 | David Villarreal                    | Coraje Carchense                    | 27 pts                              |                                     |
| 2.º                                 | Pablo Caicedo                       | Coraje Carchense                    | 13 pts                              |                                     |
| 3.º                                 | Yeison Rincón                       | Cooperativa Policia Nacional        | 12 pts                              |                                     |

### Clasificación sub-23
| Clasificación sub-23 | Clasificación sub-23 | Clasificación sub-23 | Clasificación sub-23 | Clasificación sub-23 |
| Ciclista             | Ciclista             | Equipo               | Tiempo               |                      |
| -------------------- | -------------------- | -------------------- | -------------------- | -------------------- |
| 1.º                  | Richard Huera        | Team Saitel          | 16 h 33 min 39 s     |                      |
| 2.º                  | Diego Montalvo       | Team Saitel          | + 11 min 45 s        |                      |
| 3.º                  | Miguel Rodríguez     | Tims-Eagles Bikes    | + 15 min 01 s        |                      |

## Evolución de las clasificaciones
| Etapa                   | Ganador de etapa        | Clasificación general | Clasificación de la montaña | Clasificación de las metas volantes | Clasificación sub-23 |
| ----------------------- | ----------------------- | --------------------- | --------------------------- | ----------------------------------- | -------------------- |
| 1.ª                     | Sebastián Novoa         | Sebastián Novoa       | No disputada                | Sebastián Rodríguez                 | Arbey Cárdenas       |
| 2.ª                     | Jorge Luis Montenegro   | Jorge Luis Montenegro | Byron Guamá                 | Cristian Pita                       | Benjamín Quinteros   |
| 3.ª                     | Segundo Navarrete       | Jorge Luis Montenegro | Byron Guamá                 | David Villarreal                    | Richard Huera        |
| 4.ª                     | Richard Huera           | Jorge Luis Montenegro | Byron Guamá                 | David Villarreal                    | Richard Huera        |
| 5.ª                     | Cristian Tobar          | Jorge Luis Montenegro | Jorge Luis Montenegro       | David Villarreal                    | Richard Huera        |
| 6.ª                     | Rommel Caza             | Jorge Luis Montenegro | Richard Huera               | David Villarreal                    | Richard Huera        |
| 7.ª                     | Byron Guamá             | Jorge Luis Montenegro | Jorge Luis Montenegro       | David Villarreal                    | Richard Huera        |
| 8.ª                     | Richard Huera           | Jorge Luis Montenegro | Jorge Luis Montenegro       | David Villarreal                    | Richard Huera        |
| Clasificaciones finales | Clasificaciones finales | Jorge Luis Montenegro | Jorge Luis Montenegro       | David Villarreal                    | Richard Huera        |